# Abhorrers
Abhorrers (engelska för "de som känner avsky") var ett parti i England under Karl II:s regering. Den av Shaftesbury ledda oppositionen, vilken strävade att inskränka kungens makt och till förmån för Karl II:s oäkta son, hertigen av Monmouth, från tronföljden utesluta kungens bror, den katolske hertigen av York, sökte 1680 genom en mängd petitioner avtvinga Karl II parlamentets sammankallande. Partiet fick därför namnet petitioners ("petitionärer"), och det absolutistiskt sinnade hovpartiets medlemmar kallades abhorrers, eftersom de förklarade sig avsky (engelska abhor) alla försök att öva påtryckning på den enligt deras mening med gudomlig rätt enväldige konungen. Dessa partinamn ersattes snart med namnen whigs och tories.